# دوني سكوت
دوني سكوت (بالإنجليزية: Donnie Scott)‏ هو لاعب كرة قاعدة أمريكي، ولد في 16 أغسطس 1961 في ديوندن في الولايات المتحدة.

## وصلات خارجية
- دوني سكوت على موقعبيزبول رفرنس.كوم (الدوري الرئيسي) (الإنجليزية)